# Team Bondi
Team Bondi est une entreprise indépendante de développement de jeu vidéo, basée à Sydney en Australie. L'entreprise est fondée en 2003 par Brendan McNamara, qui était précédemment directeur du développement chez Team Soho et scénariste et directeur de The Getaway.
D'après les formulaires déposés par l’Australian Securities and Investments Commission, l'entreprise serait en redressement judiciaire depuis le 30 août 2011,,. Toujours en 2011, Team Bondi est ensuite rachetée par la maison de production australienne Kennedy Miller Mitchell (en),. À l'intérieur de cette structure l'équipe poursuit le développement de son prochain jeu : Whore of the Orient.

## Polémique sur les conditions de travail
En juin 2011, un groupe d'anciens employés de Team Bondi crée un site où ils prétendent l'oubli de noms dans les listes du générique de L.A. Noire et contactent Andrew McMillen (en), un journaliste, pour témoigner anonymement des mauvaises conditions de travail et du haut taux de rotation des employés pendant les 7 années de développement du jeu sous la direction de Brendan McNamara,.
L'article d'Andrew McMillen, amena l'IGDA à ouvrir une enquête et lancer un appel à témoins.

## Jeux développés
- L.A. Noire (2011)
- Whore of the Orient (abandonné en beta)